# Schans van Bosbeek

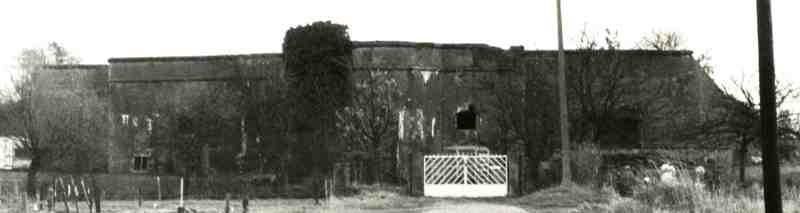
Schans van Bosbeek

Schans van Bosbeek is een schans in de Antwerpse plaats Sint-Katelijne-Waver, gelegen aan de Bosbeekweg.

## Geschiedenis
Deze zogenaamde halve schans werd gebouwd in 1906-1914. Het is een onderdeel van de buitenste fortengordel waar om de 5 kilometer een fort werd gebouwd. Tussen de forten werd een schans gebouwd maar in Sint-Katelijne-Waver was dat niet mogelijk, omdat het dorp precies tussen twee forten in zat: het Fort van Sint-Katelijne-Waver en het Fort van Koningshooikt. Daarom werd het dorp geflankeerd door twee halve schansen.
Van 29 september tot 2 oktober 1914 raakte de schans beschadigd. Door Duits kanonvuur dreigden de schansgebouwen in te storten. De schans werd toen verlaten en door de Duitsers ingenomen. Omstreeks 1935 werden er op de schans nog twee mitrailleurbunkertjes gebouwd. In 1947 werd de schans door het leger afgedankt, daar hij geen militaire betekenis meer bezat.